# Klimatogram

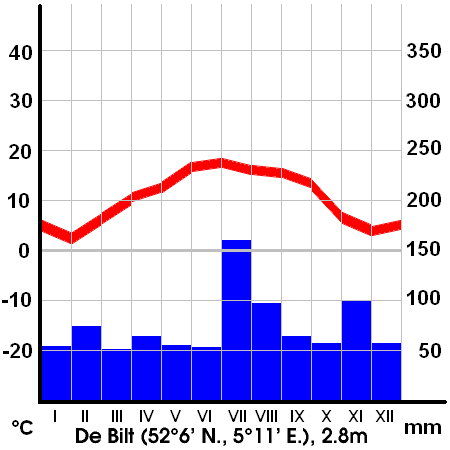
Een klimatogram over 2005 van De Bilt.

Een klimatogram is een diagram dat per maand de gemiddelde waarde van de temperatuur en de neerslag weergeeft voor een bepaalde plaats over de laatste 30 jaar (een normaalperiode).

## Temperatuur
De rode lijn verbindt de klimatologische maandgemiddelden, uitgedrukt in graden Celsius.

## Neerslag
De blauwe staven tonen de totale maandelijkse neerslag, uitgedrukt in l/m² of in mm.

## Opbouw
Op de horizontale as zijn de maanden uitgezet. Op de linker verticale as wordt de temperatuur aangeduid, op de rechter verticale as de neerslag.
Het klimatogram is zo opgebouwd dat het getal van de neerslagsom juist het dubbele is van het getal van de gemiddelde temperatuur.  Dat zorgt ervoor dat de droge maanden direct kunnen worden afgelezen. De neerslagsom blijft dan onder het getal van de gemiddelde temperatuur.

## Ontleding
Het ontleden van een klimatogram gebeurt met behulp van een speciale tabel. 